# Deutsche Fayence- und Porzellan-Hausmaler

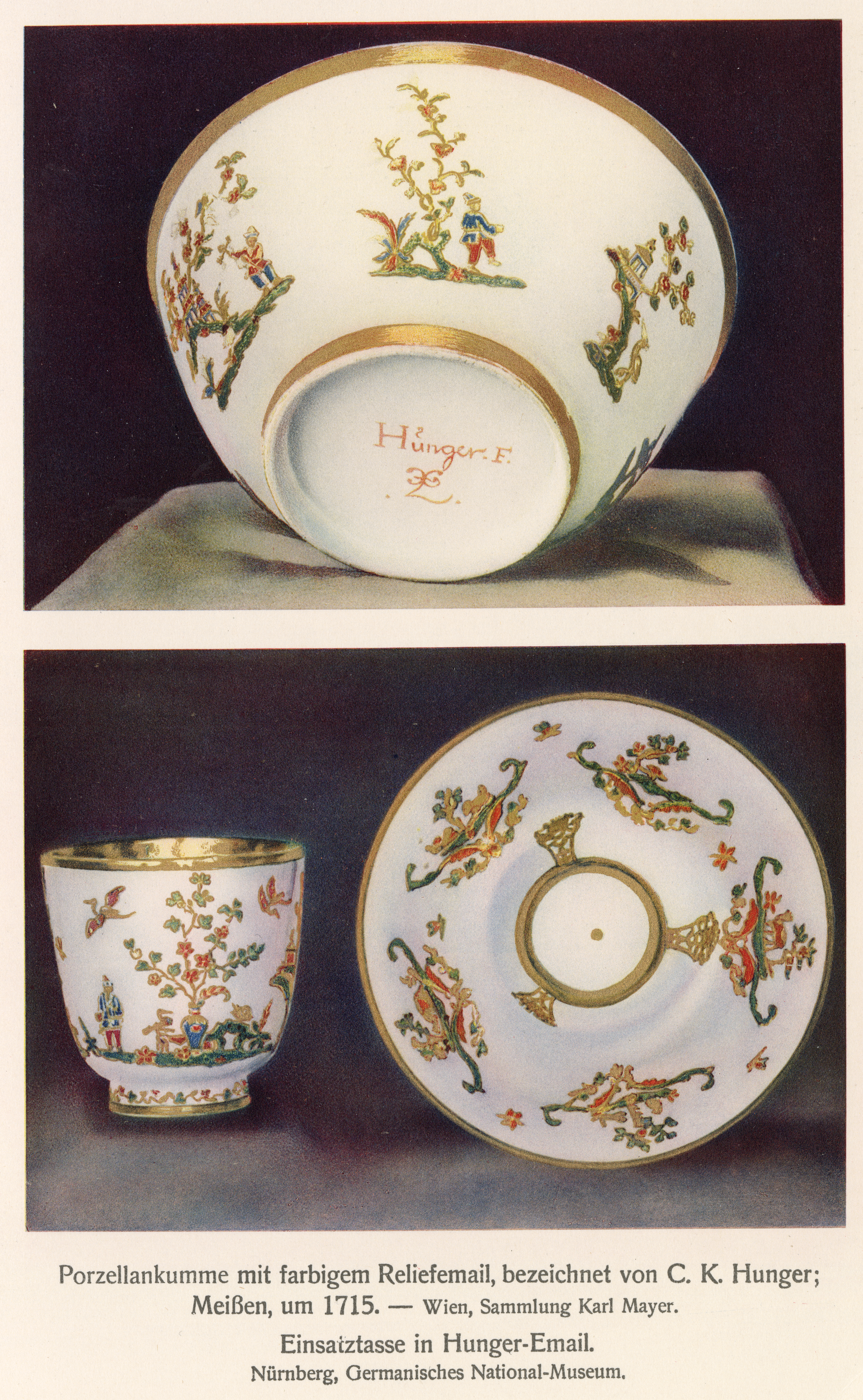
„Porzellankumme mit farbigem Reliefemail“, bezeichnet von C. K. Hunger; Meißen, um 1715. Wien, Sammlung Karl Mayer und „Einsatztasse in Hunger-Email. Nürnberg, Germanisches Nationalmuseum;“
Tafel 10 (Ausschnitt) aus Pazaureks Werk, nach S. 146

Deutsche Fayence- und Porzellan-Hausmaler ist der Titel eines in zwei Bänden erschienenen Buches des Kunsthistorikers Gustav E. Pazaurek über die von deutschen Hausmalern in deutschen Ländern hergestellten Fayencen und Porzellanmalereien. Das Werk enthält Darstellungen zu den oftmals aus den Bereichen der Glasmalerei und der Emaillemalerei stammenden Künstlern insbesondere des 17. und 18. Jahrhunderts, die sich mit individuellen Höchstleistungen gegen die Produkte aus den „meist landesherrlich wohldotierten Porzellanfabriken“ behaupten mussten.

## Geschichte
Keramikproduktionen der von den Fabrikbesitzern so befehdeten „Pfuscher“ oder „Stimpler“, auch als „Winkelmaler“ bezeichneten Muffelmaler befanden sich noch Anfang des 20. Jahrhunderts vielfach in Sammlungen von Museen im In- und Ausland, waren jedoch oftmals irrtümlich noch irgendeiner benachbarten oder gleichzeitigen Fabrik zugeordnet. Zugleich kam es in der Folge sowohl zur Unterschätzung oder auch Überschätzung vor allem alter keramischer Hausmalereien, die sich beispielsweise in den schon damals sehr hohen Marktpreisen für die gleichsam als Gattungsnamen gedeuteten Vertreter wie „Schaper“ oder „Bottengruber“ niederschlugen.
Pazaurek verfasste im Herbst 1924 das Vorwort zu seiner durch die im Anhang gegebenen Register zu den Künstlern, ihren Monogrammen und evaluierten Orten als erstes Nachschlagewerk zu verstehenden kunstgewerblichen Schrift. Der Autor verstand sie als Anregung zu weiterer kunstgeschichtlicher Forschung.
Pazaureks mehr als 500-seitige, 1925 in Leipzig im Verlag von Karl W. Hiersemann erschienene und in mehr als 25 Jahren erarbeitete Darstellung enthält 34 Lichtdruck-Tafeln, 14 davon in Farbe, sowie mehr als 400 Bilder zu den behandelten Themen.
1926 verfasste der Kunsthistoriker Max Sauerlandt in der Kunstzeitschrift Der Cicerone eine Rezension über die als „Pionierwerk“ bezeichnete Schrift Pazaureks.
1971 erschien als zweite Auflage ein unveränderter Nachdruck der Erstausgabe.

## Bildbeispiele und deren Untertitel

„Teeflasche aus dem Militär-Service von J. Bottengruber; Breslau 1727. (Von drei Seiten.) Hamburg, Sammlung G. Tillmann“
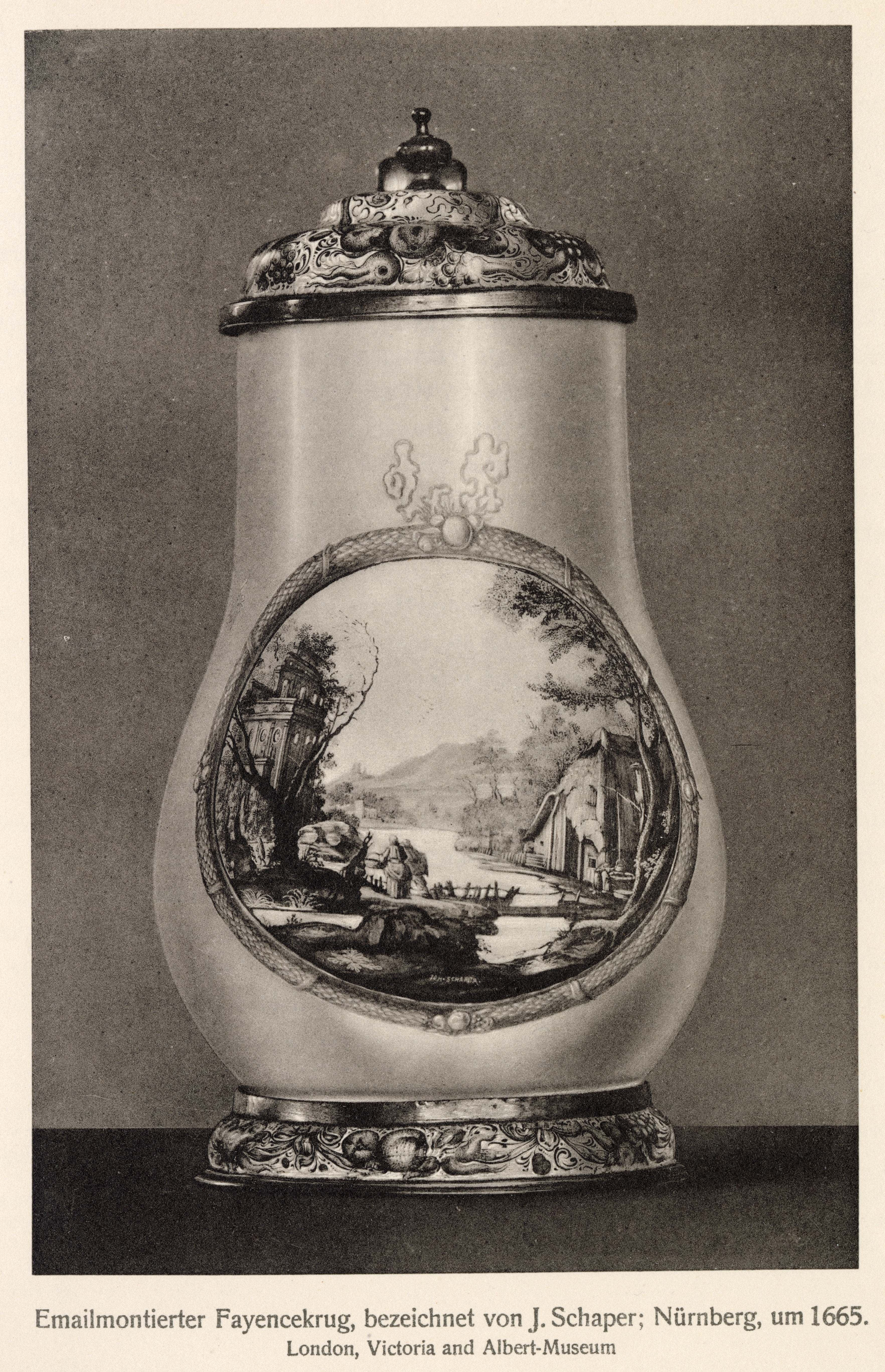
„Emaillemontierter Fayencekrug, bezeichnet von Johann Schaper, Nürnberg, um 1666. London, Victoria and Albert Museum“ (Tafel 2; Ausschnitt)
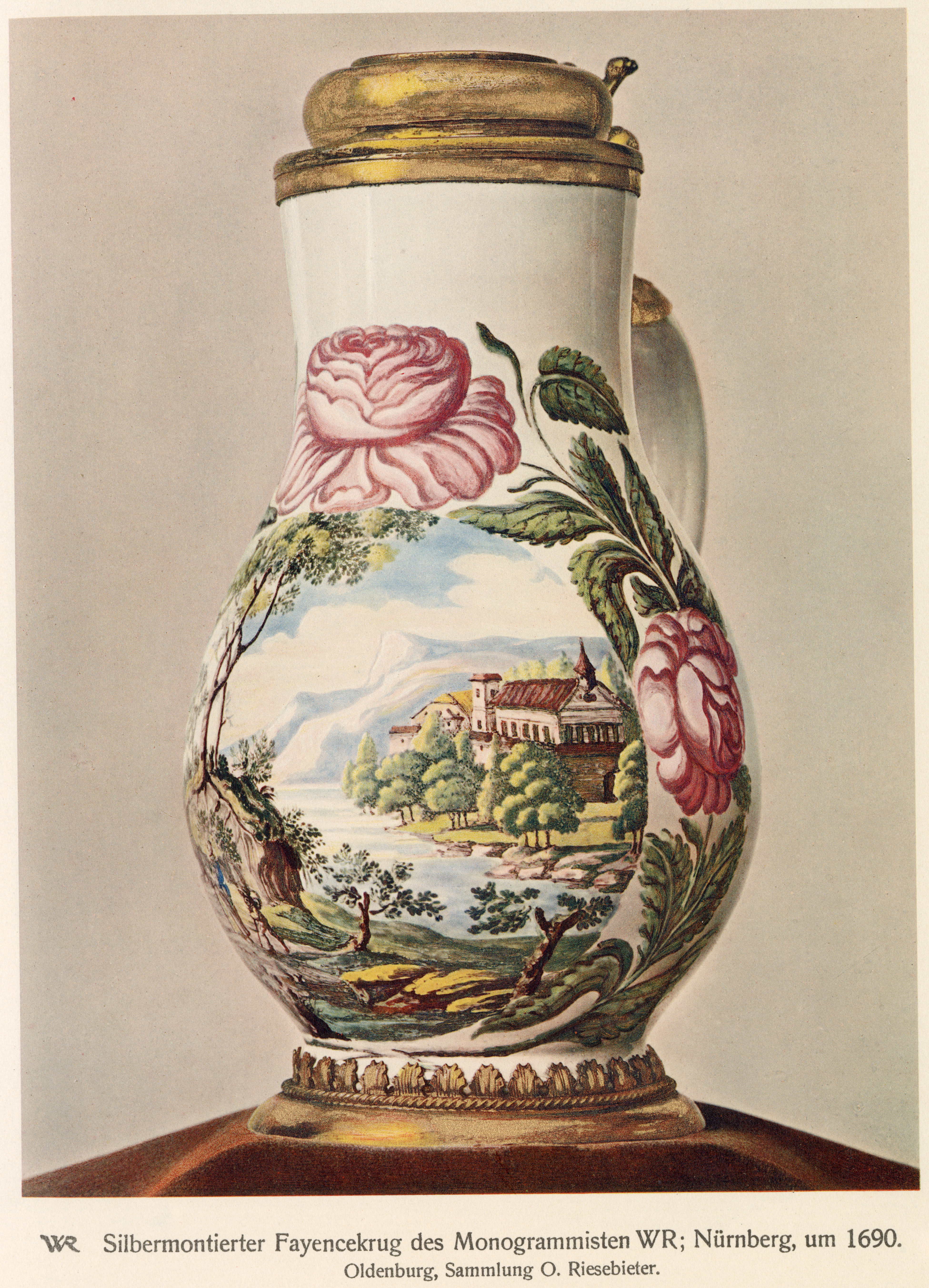
„Silbermontierter Fayencekrug des Monogrammisten WR; Nürnberg. um 1690. Oldenburg, Sammlung O. Riesebieter“